# Карасёв, Александр Владимирович (легкоатлет)
Алекса́ндр Влади́мирович Карасёв (род. 14 декабря 1950) — советский легкоатлет, специалист по барьерному бегу. Выступал за сборную СССР по лёгкой атлетике в 1970-х годах, серебряный и бронзовый призёр чемпионатов СССР, призёр Спартакиады народов СССР, победитель первенств всесоюзного и республиканского значения, международных стартов. Представлял Баку и Москву, физкультурно-спортивное общество «Динамо» и Вооружённые силы. Преподаватель физического воспитания, профессор, доктор педагогических наук.

## Биография
Александр Карасёв родился 14 декабря 1950 года. Занимался лёгкой атлетикой в Баку, окончил спортивный факультет Азербайджанского государственного института физической культуры (кафедра лёгкой атлетики). Проходил подготовку под руководством заслуженного тренера СССР Афгана Гейдар оглы Сафарова, выступал за физкультурно-спортивное общество «Динамо».
После окончания института проходил срочную службу в армии, представлял Вооружённые силы и в конечном счёте переехал на постоянное жительство в Москву.
Впервые заявил о себе на всесоюзном уровне в сезоне 1972 года, когда на соревнованиях в Баку одержал победу в беге на 400 метров с барьерами, показав результат 50,6.
В 1973 году на чемпионате СССР в Москве с результатом 50,3 занял четвёртое место в 400-метровом барьерном беге.
В 1974 году на следующем чемпионате СССР в Москве выиграл серебряную медаль в той же дисциплине, уступив только белорусу Евгению Гавриленко.
В 1975 году получил серебро на международном старте в Потсдаме. На чемпионате страны в рамках VI летней Спартакиады народов СССР в Москве взял бронзу в беге на 400 метров с барьерами и с московской командой стал серебряным призёром в зачёте эстафеты 4 × 400 метров.
В 1976 году выиграл бронзовую медаль на международном турнире в Мюнхене, установив свой личный рекорд в 400-метровом барьерном беге — 50,0. Данный результат до настоящего времени считается действующим национальным рекордом Азербайджана в данной дисциплине.
Завершив спортивную карьеру, в 1977—1979 годах проходил обучение в Высшей школе тренеров при Государственном центральном институте физической культуры.
Впоследствии работал преподавателем в Военной академии РВСН имени Петра Великого, Военном университете Министерства обороны Российской Федерации, Московском университете МВД России, автор ряда научных статей и методических пособий, профессор, доктор педагогических наук. В соавторстве с Л. А. Череневой написал книгу «Спринтерский и барьерный бег».